# Tôn Khải
Tôn Khải (giản thể: 孙楷; phồn thể: 孫楷; bính âm: Sun Kai; ? – 304), là tướng lĩnh Đông Ngô, Tây Tấn thời Tam Quốc trong lịch sử Trung Quốc.

## Cuộc đời
Tôn Khải là con trai của tướng quân Tôn Thiều, cùng cha và em trai Tôn Việt ba đời trấn thủ Kinh Khẩu. Tôn Khải là người có danh vọng trong hàng tôn thất, từng được phong làm Tông chính. Năm 258, Khải nghe theo lệnh của Tôn Lâm, lập Tôn Hưu lên làm vua.
Năm 264, Tôn Hạo đăng cơ, Tôn Khải được phong Vũ vệ tướng quân, Kinh Hạ đốc, trấn thủ Kinh Khẩu, lập chiến công mà được phong tước Lâm Thành hầu.
Năm 266, sơn dân Vĩnh An là Thi Đãn bắt cóc em trai của Tôn Hạo là Tôn Khiêm, hướng cố đô Kiến Nghiệp xuất phát. Cuối cùng loạn quân bị Đinh Cố, Gia Cát Tịnh đánh tan, Tôn Khiêm được cứu về. Vì Tôn Khải đóng quân gần đó mà không biết sự tình nên nhiều lần bị Tôn Hạo chỉ trích. Khải từ đó lo sợ bị Tôn Hạo giết hại.
Năm 276, Tôn Hạo hạ chiếu thăng Tôn Khải làm Phiêu kỵ tướng quân, triệu về đô thành. Lúc đó Tôn Hạo đã giết hại rất nhiều đại thần, khiến lòng người hoang mang. Tôn Khải không dám đánh cược xem đây có phải âm mưu hay không, quyết định dẫn vợ con cùng thân binh, tổng cộng mấy trăm người hàng Tấn. Tới Tấn, Khải được Tư Mã Viêm phong làm Xa kỵ tướng quân, tước Đan Dương hầu.
Năm 280, Tây Tấn diệt Đông Ngô, Tôn Khải bị giáng xuống chức Độ liêu tướng quân. Năm 304 năm, chết.

## Trong văn hóa
Trong tiểu thuyết Tam quốc diễn nghĩa của La Quán Trung, Tôn Khải xuất hiện ở hồi 113, giữ chức Tông chính. Tôn Lâm phế truất Tôn Lượng, phái Tôn Khải, Đổng Triều đến Hổ Lâm rước Tôn Hưu về lập làm vua.